# 寨子園冶銅遺址
寨子園冶銅遺址位於四川省雅安市漢源縣，文物遺址年代判定為漢代。2007年6月1日公佈為四川省第七批文物保護單位。